# Agylla prasena
Agylla prasena är en fjärilsart som beskrevs av Moore 1859. Agylla prasena ingår i släktet Agylla och familjen björnspinnare. Inga underarter finns listade i Catalogue of Life.